# Sony Alpha 7R IV
Die Sony α7R IV (Modellname: ILCE-7RM4 Interchangeable Lens Camera with E-mount) ist eine spiegellose Systemkamera des Herstellers Sony. Sie wurde im Juli 2019 angekündigt. Die Bezeichnung R für die Baureihe bezieht sich auf die höhere Auflösung (resolution) gegenüber den anderen Baureihen der Alpha-7-Serie. Für den deutschsprachigen Raum nennt Sony einen UVP von rund 4.000 € (Stand 2021).

## Kamera
Die Kamera wurde als Nachfolgerin der α7R III (2017) eingeführt. Im November 2022 erschien das Nachfolgemodell α7R V. Die 7R IV verfügt über einen BSI-CMOS-Sensor, Prozessor und Software, die zusammen eine Auflösung von 61 MP ermöglichen. Sie kann 10 Bilder pro Sekunde mit integriertem Autofokus aufnehmen und das für insgesamt 68 Bilder fortsetzen. Die Kamera produziert etwa 40 Megabyte große JPEG-Bilder; komprimierte RAW-Dateien sind etwa 62 Megabyte groß, unkomprimierte etwa 123 Megabyte. Im Pixel-Shift-Mode kann durch das RAW-Format ein Bild 1,5 GB groß werden.
Folgende Merkmale weist die Sony α7R IV auf:
- 61 MP-Vollformat-Sensor
- 10 Bilder pro Sekunde bei aktivem Autofokus
- Phasendetektion mit 567 Punkten
- 4K-Videoaufnahme bei max. 30 fps
- 240,8 MP-Pixel-Shift-Funktion (hierbei werden 16 Bilder mit insgesamt 963,2 MP zu 240,8 MP zusammengesetzt, was ein höher aufgelöstes Bild erwirkt)
- 2 SD-Kartenschlitze im UHS-II-Standard, um eine schnelle Speicherung größerer Datenmengen zu ermöglichen.

### Pixel-Shift-Modus

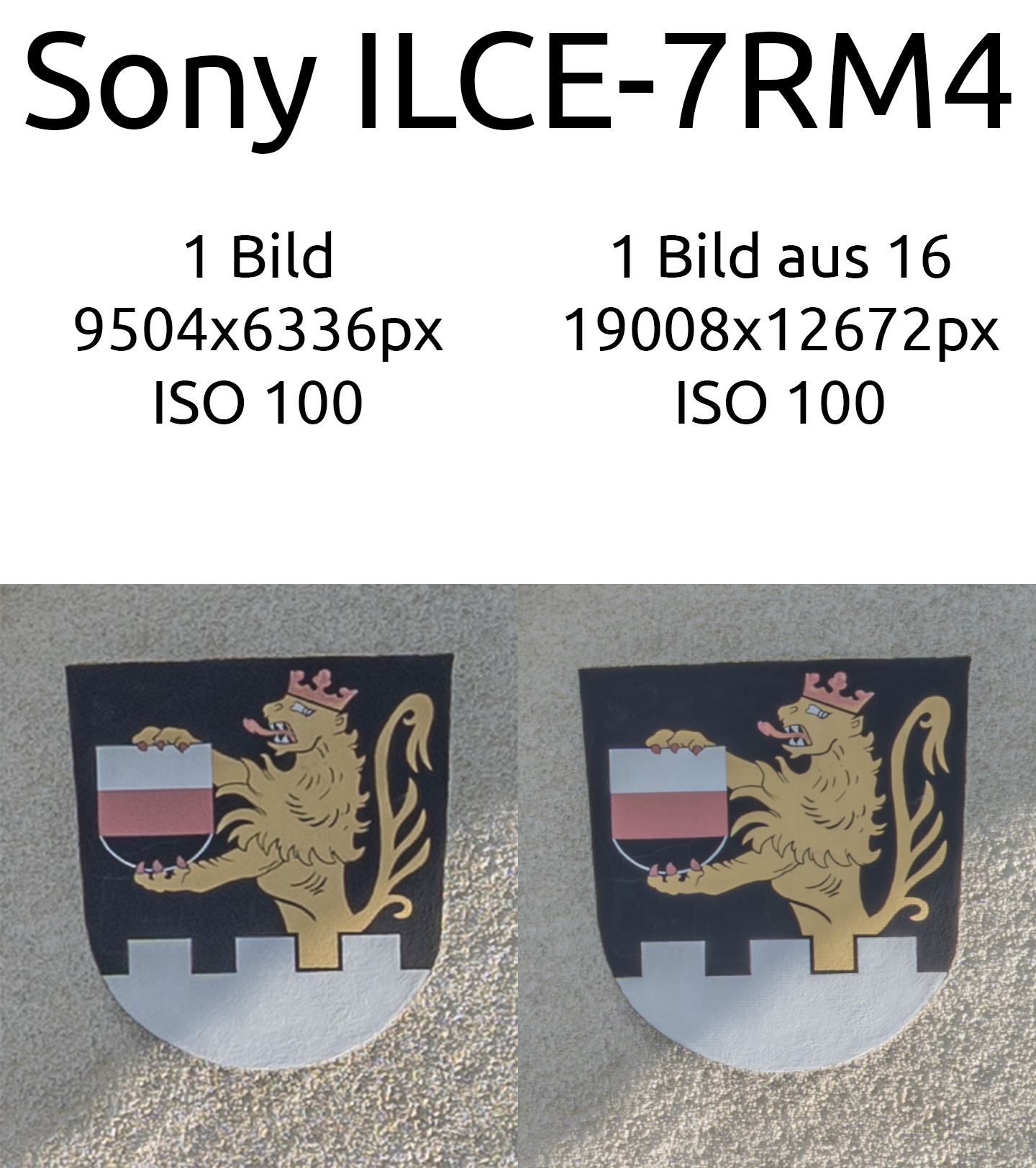
Einfaches Bild (links) und Bild aus Pixel-Shift-Modus (16 Bilder) (rechts) im Vergleich (Anklicken zum Vergrößern)

Neben dem Pixel-Shift-Modus mit vier Einzelbildern, der vom Vorgängermodell α7R III übernommen wurde, führt die α7R IV einen erweiterten Pixel-Shift-Modus mit 16 Einzelbildern ein. Beide sind für die Aufnahme von unbewegten Motiven mit unbewegter Kamera gedacht; aufgrund der zeitlichen Verzögerung bei der Bildanfertigung wird die Nutzung eines Stativs empfohlen. Beim Pixel-Shift-Modus mit vier Einzelbildern nimmt die Kamera nacheinander vier jeweils um ein Sub-Pixel der Bayer-Matrix versetzte Bilder auf, die mit der Software Imaging Edge, die ohne weitere Kosten von Sony zur Verfügung gestellt wird, zu einem einzigen Bild verrechnet werden können, das zwar keine höhere Pixelanzahl, aber verbesserte Bilddetails zeigt. Beim Pixel-Shift-Modus mit 16 Einzelbildern nimmt die Kamera nacheinander 16 jeweils um ein halbes Pixel versetzte Bilder auf, die mit Imaging Edge zu einem 240-MP-Bild zusammengesetzt werden können, das gegenüber einer einfachen Aufnahme die doppelte Auflösung hat.

### Videoaufnahme
Die Kamera zeichnet 4K-Filmaufnahmen mit 24, 25 oder 30 Bildern pro Sekunde auf. Während der Film-Aufnahme steht der Echtzeit-Autofokus zur Verfügung, der sich auf Augenbewegungen konzentriert. Die Bitrate der Aufnahme kann bis zu 100 Mbit/s betragen, wobei das Kompressionsformat XAVC S verwendet wird.

### Version ILCE-7RM4A
Seit April 2021 liefert Sony eine neue Version der α7R IV aus, die den Modellnamen ILCE-7RM4A führt. Sie unterscheidet sich von der ursprünglichen Version durch eine höhere Auflösung des rückseitigen LC-Displays (2,36 statt 1,44 Megapixel) sowie durch die Verwendung des schnelleren USB 3.2-Standards für den USB-C-Anschluss.

## Bewertung und Auszeichnungen
Die Kamera wurde als „erste wirklich robuste Alpha der 7er-Reihe“ gelobt (digitalkamera.de), da das Gehäuse besser abgedichtet ist als das der Vorgängermodelle.
Das Kameragehäuse wurde 2020 von der Technical Image Press Association (TIPA) als bestes professionelles Vollformat-Systemkameragehäuse ausgezeichnet. Die EISA bewertete die α7R IV als „Best product 2020–2021“ in der Kategorie „Vollformatkamera für Fortgeschrittene“.